# 沃尔哈·马祖罗纳克
沃尔哈·謝爾蓋耶娜·马祖罗纳克（1989年4月14日—）是一名白俄罗斯女子长跑运动员和前竞走运动员。她曾获得三枚全国锦标赛金牌。她曾参加2016年里约奥运，在女子马拉松项目上以2小时24分48秒的成绩排名第五位。2018年8月，她在欧洲田径锦标赛上获得女子马拉松冠军。